# Brainstorm (banda de Alemania)
Brainstorm es un grupo alemán de heavy metal fundado en 1989.

## Historia
Fue formado en 1989 por Torsten Ihlenfeld y Milan Loncaric en la guitarra, y Dieter Bernert en la batería. Este grupo lanzó su primer demo "Hand Of Doom", después de un año de existencia. Seguido de muchos espectáculos y varias compilaciones y demos ( "Heart Of Hate" / 1992, "The Fifth Season" / 1994), la banda firmó su primer contrato de grabación en 1997.
En 1997 producen su primer álbum "Hungry", un álbum que los lleva la fama en muy poco tiempo, lo que les permitió hacer un tour por toda Europa.
Así, en 1998 la banda contrató al ilustre productor de equipo de Dirk Schlächter y Charlie Bauerfeind, para garantizar una perfecta producción en su segundo trabajo "Unholy".
En 1999 el puesto de vocalista quedó vacante, pero la banda logró llenarlo con uno de los mejores líderes de metal en todo el mundo, Andy B. Franck. Finalmente todo fue cayendo en su justo lugar, y la banda firmó un contrato con Metal Blade Records. El tan esperado tercer álbum "Ambiguity" se grabó en la Casa de Estudio de música con Dirk Schlächter y Sascha Paeth production, y fueron recibidos con euforia comentarios de todo el mundo. El éxito de giras europeas y varias apariciones en el festival aumentaron aún más la popularidad de la banda.
En octubre de 2001, la banda publicó "Metus Mortis", un disco de estilo Power metal/Thrash metal producido por Achim Köhler, que se convirtió en el álbum del mes en varias revistas de Metal en todo el mundo, preparando el camino para otra exitosa gira, así como muchos festival de conciertos y espectáculos de toda Europa.
En marzo de 2003 la banda regresó al estudio para grabar "Soul Temptation", el quinto disco de su carrera. Lo que siguió a la publicación del álbum solo puede describirse como un triunfo para la banda.
Desde noviembre de 2004, la banda comenzó la grabación de su nuevo álbum de nuevo con Achim Köhler en su entorno de trabajo habitual. "Liquid Monster" se completó a principios de 2005, que muestra el enorme progreso de la banda ha atravesado, superando incluso las predicciones más optimistas, el álbum fue lanzado el 4 de abril.
El sencillo del nuevo álbum "Fire Walk With Me" fue lanzado en octubre de 2007 y luego de 2 años y medio Brianstorm lanzaría su nuevo álbum llamado "Downburst" con los productores Sascha Paeth y Miro, que fue publicado en enero de 2008.

## Discografía

### Demos
- Hand Of Doom (1990)
- Heart Of Hate (1993)
- The 5th Season (1994)
- Demo Promo ´96 (1996)

### Álbumes
- Hungry (1997)
- Unholy (1998)
- Ambiguity (2000)
- Metus Mortis (2001)
- Soul Temptation (2003)
- Liquid Monster (2005)
- Hungry re-editado (2007)
- Unholy re-editado (2008)
- Downburst (2008)
- Memorial Roots (2009)
- On the Spur of the Moment (2011)
- Firesoul (2014)
- Scary Creatures (2016)
- Midnight Ghost (2018)
- Wall of Skulls (2021)
- Plague of rats (2025)